# Картерет (Нью-Джерсі)
Картерет (англ. Carteret) — місто (англ. borough) в США, в окрузі Міддлсекс штату Нью-Джерсі. Населення — 25 326 осіб (2020).

## Географія
Картерет розташований за координатами 40°35′2″ пн. ш. 74°13′39″ зх. д. / 40.58389° пн. ш. 74.22750° зх. д. (40.583790, -74.227457).  За даними Бюро перепису населення США в 2010 році місто мало площу 12,95 км², з яких 11,44 км² — суходіл та 1,51 км² — водойми.

## Демографія
Згідно з переписом 2010 року, у селищі мешкали 22 844 особи в 7591 домогосподарстві у складі 5689 родин. Було 8148 помешкань
Расовий склад населення:
| - 50,7 % — білих - 19,0 % — азіатів - 14,9 % — чорних або афроамериканців - 0,4 % — корінних американців - 0,1 % — вихідців з тихоокеанських островів - 11,2 % — осіб інших рас |

До двох чи більше рас належало 3,9 %. Частка іспаномовних становила 30,9 % від усіх жителів.
За віковим діапазоном населення розподілялося таким чином: 25,4 % — особи молодші 18 років, 63,8 % — особи у віці 18—64 років, 10,8 % — особи у віці 65 років та старші. Медіана віку мешканця становила 35,1 року. На 100 осіб жіночої статі у селищі припадало 94,3 чоловіків;  на 100 жінок у віці від 18 років та старших — 91,0 чоловіків також старших 18 років.
Середній дохід на одне домашнє господарство  становив 70 841 долар США (медіана — 67 068), а середній дохід на одну сім'ю — 78 104 долари (медіана — 73 389). Медіана доходів становила 52 204 долари для чоловіків та 42 332 долари для жінок. За межею бідності перебувало 15,1 % осіб, у тому числі 22,5 % дітей у віці до 18 років та 11,4 % осіб у віці 65 років та старших.
Цивільне працевлаштоване населення становило 11 531 осіб. Основні галузі зайнятості: освіта, охорона здоров'я та соціальна допомога — 22,8 %, транспорт — 15,4 %, науковці, спеціалісти, менеджери — 11,7 %, роздрібна торгівля — 11,5 %.